# Megaerops niphanae
Il pipistrello della frutta di Ratanaworabhan (Megaerops niphanae  Yenbutra & Felten, 1983) è un pipistrello appartenente alla famiglia degli Pteropodidi, diffuso nell'Ecozona orientale.

## Descrizione

### Dimensioni
Pipistrello di medie dimensioni con la lunghezza della testa e del corpo tra 71 e 96 mm, la lunghezza dell'avambraccio tra 52 e 65 mm, la lunghezza del piede di circa 14 mm, la lunghezza delle orecchie tra 18,5 e 19 mm, un'apertura alare fino a 42,4 cm e un peso fino a 31 g.

### Aspetto
La pelliccia è corta, soffice e setosa. Le parti dorsali sono bruno-grigiastre con la base dei peli grigia, leggermente più chiare sulle spalle, mentre quelle ventrali sono grigie, con i fianchi più scuri e dei riflessi olivastri al centro dell'addome. Il muso è relativamente corto e largo, le narici sono leggermente tubulari, gli occhi sono grandi. Le orecchie sono corte, larghe, con l'estremità arrotondata e prive di marcature più chiare lungo i margini. Le ali sono marroni. È privo di coda, mentre l'uropatagio è ridotto ad una sottile membrana lungo la parte interna degli arti inferiori ed è ricoperto di peli nella parte centrale.

## Biologia

### Comportamento
È probabilmente una specie nomade.

### Alimentazione
Si nutre di frutta.

### Riproduzione
Femmine gravide e giovani esemplari sono stati osservati nel mese di luglio.

## Distribuzione e habitat
Questa specie è diffusa negli Stati indiani del Manipur, Arunachal Pradesh, Mizoram, Nagaland e West Bengal; Vietnam, Laos, Cambogia, Thailandia a nord del 13º parallelo; la parte occidentale della provincia cinese dello Yunnan. Probabilmente è presente anche in Birmania. Recentemente è stato catturato anche nel Bangladesh sud-orientale.
Presumibilmente vive in foreste decidue e di conifere, boschi di Bambù e foreste miste subtropicali lungo i pendii dell'Himalaya tra i 100 e 2.100 metri di altitudine. In Thailandia è stata osservata nelle foreste incontaminate ed in fattorie vicino alle foreste.

## Tassonomia
Questa specie, fino alla sua descrizione, è stata inclusa in M. ecaudatus. 

## Conservazione
La IUCN Red List,considerato il vasto Areale, la popolazione numerosa, tollerante agli habitat degradati e la presenza in diverse aree protette, classifica M.niphanae come specie a rischio minimo (Least Concern)).